# Ga Thái Hà
Ga Thái Hà là một trong những nhà ga tàu điện của Tuyến đường sắt đô thị Cát Linh - Hà Đông, nằm trên phố Hoàng Cầu, phường Trung Liệt, quận Đống Đa, Hà Nội.

## Lịch sử
- 6 tháng 11 năm 2021: Đi vào hoạt động với việc khánh thành Tuyến số 2A: Cát Linh – Hà Đông [2][3]

## Bố trí ga

### Tuyến 2A
| 2F Tầng ke ga                   | Ke ga bên, cửa sẽ mở ở bên phải                | Ke ga bên, cửa sẽ mở ở bên phải                                         |
| Ke ga 1                         | ← T2A Tuyến 2A đi La Thành (Hướng đi Cát Linh) |                                                                         |
| Ke ga 2                         | T2A Tuyến 2A đi Láng (Hướng đi Yên Nghĩa) →    |                                                                         |
| Ke ga bên, cửa sẽ mở ở bên phải |                                                |                                                                         |
| 1F Tầng trung chuyển            | Tầng 1                                         | Khu bán vé, khu thương mại, khu kỹ thuật, lối lên xuống và cổng soát vé |
| G                               | Mặt đất                                        | Lối lên xuống                                                           |

## Xung quanh nhà ga
- Sân Bóng Hoàng Cầu
- Hồ Đống Đa
- Chi cục Thuế quận Đống Đa
- Nhà Văn Hoá Quận Đống Đa
- Chợ Thái Hà
- Trung tâm Chiếu phim Quốc gia

## Tai nạn – Sự cố
Khoảng 17 giờ 45 phút ngày 29 tháng 8 năm 2023, người đàn ông ngoài 30 tuổi xảy ra mâu thuẫn, cãi vã với một người phụ nữ ở khu vực ga Thái Hà (45 Hoàng Cầu, phường Trung Liệt, quận Đống Đa, Hà Nội) rồi bất ngờ nhảy xuống.

## Hình ảnh

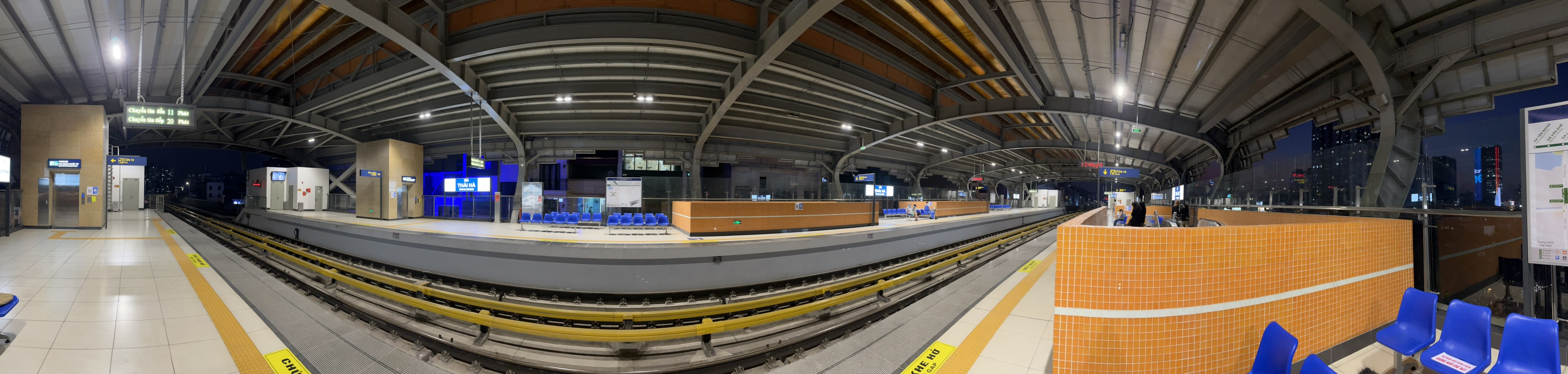
Góc ảnh rộng trên sân ga Thái Hà.

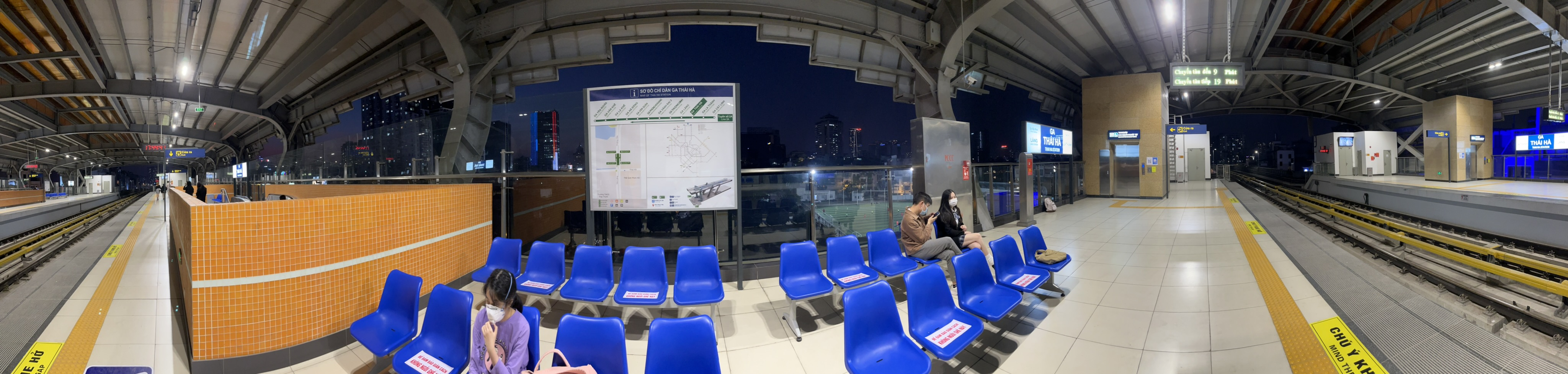
Góc ảnh rộng khác trên sân ga Thái Hà.